# Lichoslavl'
Lichoslavl' (in russo Лихославль?) è una cittadina della Russia europea centrale, appartenente all'oblast' di Tver'; è il capoluogo del rajon Lichoslavl'skij e sorge a 41 chilometri di distanza da Tver'.
Fondata nel 1624, ottenne lo status di città nel 1925.